# جورجي فرانكومب
جورجي فرانكومب (بالإنجليزية: George Francomb) (8 سبتمبر 1991 في المملكة المتحدة - ) هو لاعب كرة قدم بريطاني في مركز الوسط. لعب مع نادي بارنت ونادي هيبرنيان ونورويتش سيتي وإيه أف سي ويمبلدون.

## وصلات خارجية
- جورجي فرانكومب على موقع قاعدة بيانات كرة القدم.إي يو (الإنجليزية)
- جورجي فرانكومب على موقع Soccerbase.com (لاعب) (الإنجليزية)